# (93) Minerva
(93) Minerva – planetoida z pasa głównego asteroid.

## Odkrycie
Została odkryta 24 sierpnia 1867 roku w Detroit Observatory w mieście Ann Arbor przez Jamesa C. Watsona. Nazwa planetoidy pochodzi od Minerwy w mitologii rzymskiej pierwotnie bogini sztuki i rzemiosła.

## Orbita
(93) Minerva okrąża Słońce w ciągu 4 lat i 209 dni w średniej odległości 2,75 j.a. Planetoida należy do rodziny planetoidy Gefion, nazywanej też czasem rodziną Ceres lub rodziną Minerva. 

## Naturalne satelity
W roku 2009 odkryto obecność wokół tej planetoidy dwóch księżyców S/2009 (93) 1 i S/2009 (93) 2. Pierwszy z nich ma rozmiary 4 km i okrąża ciało macierzyste w odległości ok. 630 km w czasie 2,6 dnia. Drugi to obiekt o rozmiarach 3 km, który na jeden obieg wokół planetoidy potrzebuje ok. 1,2 dnia, a jego średnia odległość od niej wynosi 380 km.